# Giovanni Paisiello

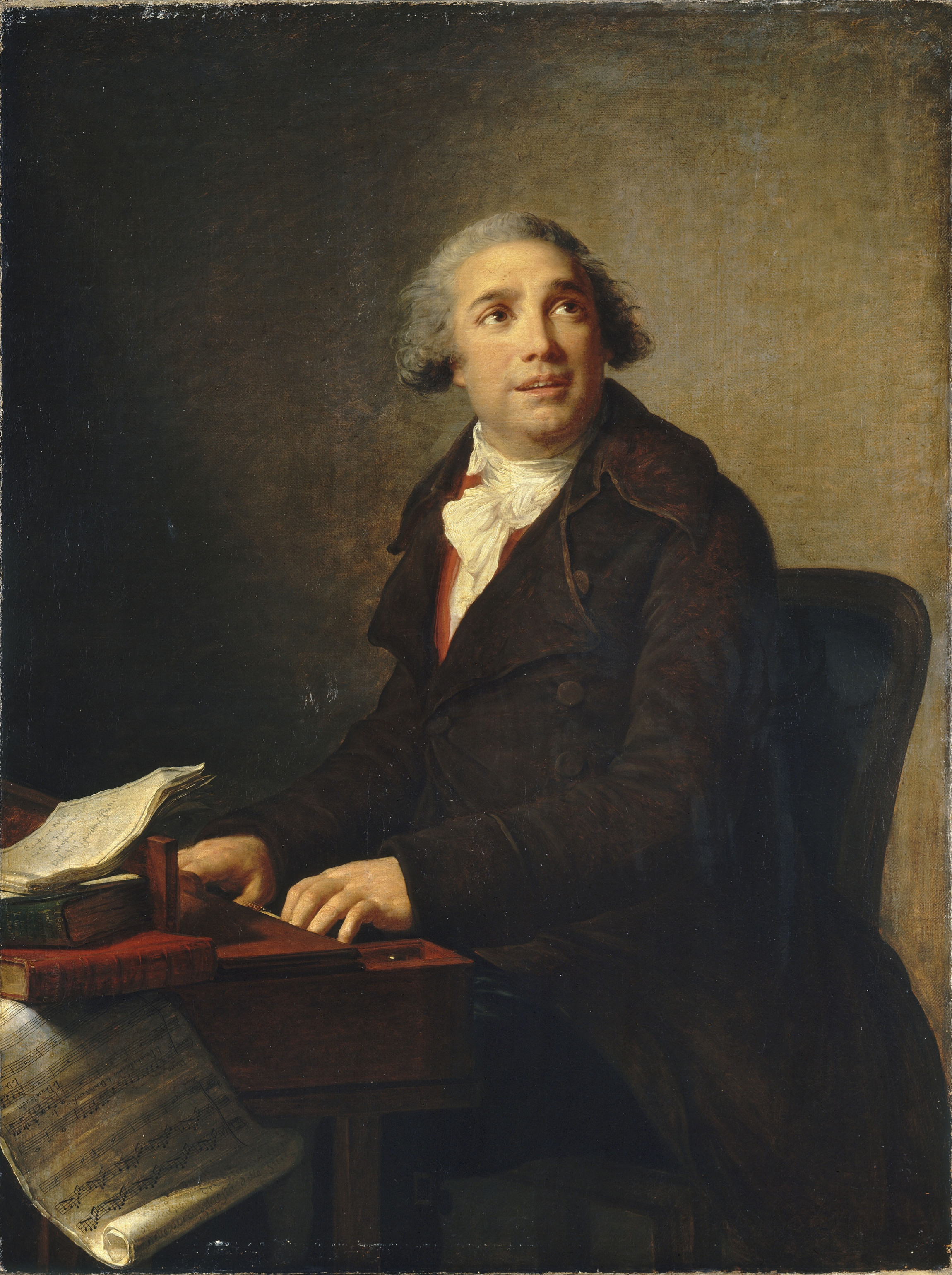
Paisiello vid klaveret med verket "Nina". Målning av Élisabeth Vigée-Le Brun.

Giovanni Paisiello, född 9 maj 1740 i Taranto, Apulien, död 5 juni 1816 i Neapel, var en Italiensk operakompositör.

## Biografi
Paisiello studerade musik för Durante och vid Conservatorio Sant' Onofrio i Neapel, där han efteråt anställdes som lärare. Genom ett för konservatoriets skolteater författat komiskt intermezzo (1763) uppdagades hans begåvning för opera buffa; ditintills hade han skrivit ett antal mässor, psalmer, oratorier med mera. Bland hans första operor kan nämnas II marchese di Tulipano, som vann europeiskt rykte. Sedan L'idolo Cinese befäst hans anseende i Neapel, räknades Paisiello till sitt lands främsta tonsättare vid sidan av Piccinni och Cimarosa. Åren 1776–1784 vistades han på kallelse av kejsarinnan Katarina II i Sankt Petersburg som teaterkapellmästare och skrev där utom annat II barbiere di Seviglia, till samma libretto som sedermera användes av Rossini.
Efter sin återkomst till Neapel utnämnd till hovkapellmästare, förstod Paisiello att även efter revolutionen 1799 bibehålla sin ställning, då med titeln som direktör för nationalmusiken. År 1802 flyttade han på Napoleon I:s begäran till Paris, men återvände redan följande år till sin förra plats, som han förlorade vid restaurationen 1815, likväl med åtnjutande av pension. Bland Paisiellos omkring 100 operor skall ytterligare nämnas: Nina, osia La pazza per amore, II re Teodor , La serva padrona, La molinara, I zingari in fera, Proserpina och L'Infante di Zamora. Operor som är spelade i Stockholm Barberaren i Sevilla (1797) och Prinsessan av Zamora (1799). Dessutom skrev Paisiello ett passionsoratorium, två rekviem, tre stora orkestermässor, ett flertal mindre mässor, tolv orkestersymfonier, sex pianokonserter, sex stråkkvartetter, tolv pianokvartetter med mera.
Den enda riktiga rival som Paisiello ställdes mot var Cimarosa som båda var innovatörer på operans område, och båda stod en bra bit över sina andra tonsättarkollegor. Båda påverkade Mozart i hans musikaliska stil såsom orkestern och sångbarheten. Paisiello lade även stor vikt på instrumentationen, händelsefinaler och mindre talad sång.
94 operor hann Paisiello komponera och en av de mest kända är "Nel cor più non mi sento" från La Molinara 1788. Beethoven uppskattade Paisiellos melodiska kompositioner och gjorde variationer baserat på detta stycke 1795, WoO 70 sex variationer i G-dur.

## Operor
- Il ciarlone (12 maj 1764 Bologna)
- I francesi brillanti (24 juni 1764 Bologna)
- Madama l'umorista, o Gli stravaganti (26 januari 1765 Modena)
- L'amore in ballo (Karnevalen 1765 Venedig SM)
- I bagni d'Abano (våren 1765 Parma)
- Demetrio (1765 Modena)
- Il negligente (1765 Parma)
- Le virtuose ridicole (1765 Parma)
- Le nozze disturbate (Karnevalen 1776 Venedig SM)
- Le finte contesse (2.1766 Rom) [Il Marchese di Tulissano?]
- La vedova di bel genio (1766 Neapel N)
- L'idolo cinese (våren 1767 Neapel N)
- Lucio Papirio dittatore (sommaren 1767 Neapel SC)
- Il furbo malaccorto (vintern 1767 Neapel N)
- Le 'mbroglie de la Bajasse (1767 Neapel F)
- Alceste in Ebuda, ovvero Olimpia (20 januari 1768 Neapel SC)
- Festa teatrale in musica (31.5.1768 Neapel PR) [Le nozze di Peleo e Tetide]
- La luna abitata (sommaren 1768 Neapel N)
- La finta maga per vendetta (1768 Neapel F)
- L'osteria di Marechiaro (vintern 1768 Neapel F)
- La serva fatta padrona (sommaren 1769 Neapel F) [reviderad, Le 'mbroglie de la Bajasse]
- Don Chisciotte della Mancia (sommaren 1769 Neapel F)
- L'arabo cortese (vintern 1769 Neapel N)
- La Zelmira, o sia La marina del Granatello (sommaren 1770 Neapel N)
- Le trame per amore (7 oktober 1770 Napoli N)
- Annibale in Torino (16 januari 1771 Torino TR)
- La somiglianza de' nomi (våren 1771 Neapel N)
- I scherzi d'amore e di fortuna (sommaren 1771 Neapel N)
- Artaserse (26 december 1771 Modena)
- Semiramide in villa (karnevalen 1772 Rom Ca)
- Motezuma (1.1772 Rom D)
- La Dardanè (våren 1772 Neapel N)
- Gli amante comici (hösten 1772 Neapel N)
- Don Anchise Campanone (1773 Venedig) [rev. Gli amante comici]
- L'innocente fortunata (carn.1773 Venezia SM)
- Sismano nel Mogol (karnevalen 1773 Milano RD)
- Il tamburo (våren 1773 Neapel N) [Il tamburo notturno]
- Alessandro nell'Indie (26.12.1773 Modena)
- Andromeda (karnevalen 1774 Milano RD)
- Il duello (våren 1774 Neapel N)
- Il credulo deluso (hösten 1774 Napoli N)
- La frascatana (hösten 1774 Venedig SS) [L'infante de Zamora]
- Il divertimento dei numi (4 december 1774 Neapel PR)
- Demofoonte (karnevalen 1775 Venedig SB)
- La discordia fortunata (karnevalen 1775 Venedig SS) [L'avaro deluso]
- L'amor ingegnoso, o sia La giovane scaltra (karnevalen 1775 Padova)
- Le astuzie amorose (våren 1775 Neapel N)
- Socrate immaginario (hösten 1775 Neapel N)
- Il gran Cid (3 november 1775 Firenze P)
- Le due contesse (3 januari 1776 Rom V)
- La disfatta di Dario (karnevalen 1776 Rom A)
- Dal finto il vero (våren 1776 Neapel N)
- Nitteti (28 januari 1777 Sankt Petersburg)
- Lucinda e Armidoro (hösten 1777 Sankt Petersburg)
- Achille in Sciro (6 februari 1778 Sankt Petersburg)
- Lo sposo burlato (24 juli 1778 Sankt Petersburg)
- Gli astrologi immaginari (14 februari 1779 Sankt Petersburg E) [Le philosophe imaginaire]
- Il matrimonio inaspettato (1779 Kammenïy Ostrov) [La contadina di spirito]
- La finta amante (5.6.1780 Mogilev) [Camiletta]
- Alcide al bivio (6.12.1780 St. Peterburg E)
- La serva padrona (10?.9.1781 Tsarskoye Selo)
- Il duello comico (1782 Tsarskoye Selo) [rev. Il duello]
- Il barbiere di Siviglia, ovvero La precauzione inutile (26.9.1782 St. Peterburg)
- Il mondo della luna (1782 Kammenïy Ostrov)
- Il re Teodoro in Venezia (23.8.1784 Wien B)
- Antigono (12.10.1785 Neapel SC)
- La grotta di Trofonio (12.1785 Neapel F)
- Olimpiade (20.1.1786 Neapel SC)
- Le gare generose (våren 1786 Neapel F) [Gli schiavi per amore; Le bon maître, ou L'esclave par amour]
- Pirro (12.1.1787 Napoli SC)
- Il barbiere di Siviglia, ovvero La precauzione inutile [rev] (1787 Neapel F)
- La modista raggiratrice (aut.1787 Neapel F) [La scuffiara amante, o sia Il maestro di scuola napolitano; La scuffiara raggiratrice]
- Giunone e Lucina (8.9.1787 Neapel SC)
- Fedra (1.1.1788 Neapel SC)
- L'amor contrastato (karnevalen 1789 Neapel F) [L'amor contrastato o sia La molinarella]
- Catone in Utica (5.2.1789 Neapel SC)
- Nina, o sia La pazza per amore (25.6.1789 Caserta)
- I zingari in fiera (21.11.1789 Neapel Fo)
- Le vane gelosie (spr.1790 Neapel F)
- Zenobia in Palmira (30.5.1790 Neapel SC)
- La molinara (1790 Wien) [rev. L'amor contrastato]
- Nina, o sia La pazza per amore [rev] (1790 Neapel F)
- Ipermestra (6.1791 Padova)
- La locanda (16.6.1791 London Pantheon) [La locanda di falcone; Lo stambo in Berlina]
- I giuochi d'Agrigento (16.5.1792 Venedig F)
- Il fanatico in Berlina (1792 Neapel F) [rev. La locanda]
- Il ritorno d'Idomeneo (hösten 1792 Perugia)
- Elfrida (4.11.1792 Neapel SC) [Adevolto]
- Elvira (12.1.1794 Neapel SC)
- Didone abbandonata (4.11.1794 Neapel SC)
- Nina, o sia La pazza per amore [rev 2] (1795 Neapel F)
- Chi la dura la vince (9.6.1797 Milano S)
- La Daunia felice (26.6.1797 Foggia)
- Andromaca (4.11.1797 Neapel SC)
- L'inganno felice (1798 Neapel Fo)
- Proserpine (28.3.1803 Paris O)
- Elisa (19.3.1807 Neapel SC) [+ Mayr ]
- I pittagorici (19.3.1808 Neapel SC)